# Кардам (Добрицька область)
Кардам (болг. Кардам) — село у Добрицькій області на північному сході Болгарії. Підпорядковується общині Генерал-Тошево. Знаходиться за 5 км від кордону з Румунією та пункт пропуску Кардам - Негру-Воде. Населення становить 994 особи.